# Росланец, Катажина
Катажина Росланец (пол. Katarzyna Rosłaniec) — польский режиссёр, сценарист и актриса. Получила образование в Варшавской школе кинематографии и киношколе Анджея Вайды в Варшаве.

## Как режиссёр
- 2009 — Doręczyciel (как ассистент режиссёра)
- 2009 — Девчонки из универмага (как режиссёр)
- 2012 — Bejbi blues (как режиссёр)
- 2015 — Math Sucks (как режиссёр)

## Как актриса
- 2013 —  Плавающие небоскрёбы

## Награды
В 2009 году выиграла в номинации Лучший режиссёрский дебют на фестивале польских фильмов в Гдыне.